# Cryptosara
Cryptosara é um gênero de mariposa pertencente à família Crambidae.